# 브레데 항엘란
브레데 파울센 항엘란(Brede Paulsen Hangeland, 1981년 6월 20일 ~ )는 노르웨이의 전 축구 선수로 포지션은 수비수이다. 2002년부터 2014년까지 노르웨이 축구 국가대표팀에서 뛰었다.